# Carl Allen
Carl Lee Allen (* 25. April 1961 in Milwaukee, Wisconsin) ist ein US-amerikanischer Schlagzeuger und Musikproduzent des Modern Jazz. Beeinflusst von Art Blakey und Elvin Jones gilt er als einer der wichtigen Drummer im Neobop.

## Leben und Wirken
Allen, der zunächst privaten Unterricht auf dem Schlagzeug hatte, begleitete bereits vom sechzehnten Lebensjahr an in den lokalen Clubs Musiker wie Sonny Stitt, Red Holloway oder James Moody. Ab 1979 studierte er an der University of Wisconsin-Green Bay, von 1981 bis 1983 am William Paterson College. Er zog dann nach New York City, wo er 1982 Mitglied der Band von Freddie Hubbard wurde, bei dem er bis 1990 blieb. Parallel dazu arbeitete der Drummer mit George Coleman, Jackie McLean, Steve Turré und dem Quintett von Donald Harrison und Terence Blanchard. 1988 gründete er mit Vincent Herring das Label Big Apple Productions, die mehrere Alben mit jungen Jazzkünstlern produzierten. 
In den 1990er Jahren standen Auftritte und Einspielungen mit dem Trio von Benny Green (Greens, 1991, That's Right, 1993) sowie mit eigenen Formationen im Zentrum. In seinen Bands beschäftigte er Musiker wie Vincent Herring, Mulgrew Miller, Roy Hargrove oder Nicholas Payton und legte diverse Alben vor. In der Gruppe The Art of Elvin gab er einen Tribut an seine Schlagzeug-Vorbilder. Er war zudem an Aufnahmen von Musikern wie Don Braden, Donald Byrd, Woody Shaw, Hendrik Meurkens, Dewey Redman, Donald Brown, Steve Wilson, Javon Jackson, Phil Woods, Wayne Escoffery, Benny Golson und Renee Rosnes (Kinds of Love, 2021) beteiligt und tourte mit Bobby Hutcherson. Zu hören ist er auch auf Jim Rotondis Album  Dark Blue (2016), Christian McBrides Live at the Village Vanguard (2021). Des Weiteren produzierte er Alben von Musikern wie Roy Hargrove, Cyrus Chestnut, Eric Reed, Dewey Redman. Pharoah Sanders und Lage Lund.
Allen unterrichtet auch im Rahmen von Anti-Drogen-Kampagnen. Von 2008 bis 2013 war er künstlerischer Leiter des Jazzprogramms der Juilliard School. 2021 wurde Allen als William D. and Mary Grant Endowed Professor of Jazz Studies an die Fakultät des UMKC-Konservatoriums in Kansas City berufen.

## Diskographische Hinweise
- Piccadilly Square (1989),
- Testimonial (1994)
- The Dark Side of Dewey (1996)
- mit Rodney Whitaker Get Ready (2007)

## Lexigraphische Einträge
- Martin Kunzler: Jazz-Lexikon. Band 1: A–L (= rororo-Sachbuch. Bd. 16512). 2. Auflage. Rowohlt, Reinbek bei Hamburg 2004, ISBN 3-499-16512-0.